# Geoffroy de Donjon
Geoffroy de Donjon també conegut com a Geoffroy de Duisson fou Mestre de l'Hospital entre 1193 i 1202, data de la seva mort. Els seus orígens no estan clars, potser era alvernès o picard.
El 1187 va lluitar al costat del mestre Ermengol d'Asp a la Batalla de Sant Joan d'Acre, on el mestre fou empresonat o mort. Donjon va succeir en la magistratura al successor d'Asp, Garnier de Nablús. Tenia molt bones relacions i estava protegit pel rei Enric I de Jerusalem, però a la mort d'aquest el 1197, les relacions amb el nou rei, Amalric II de Lusignan no van ser gaire bones.
El 1198 va aconseguir unes treves de 5 anys amb els musulmans, que es van acabar poc després de la seva mort de manera tràgica.